# Виша Шура
Виша Шура, также известный как Юйчи Шулуо (хот.-сак. имя: Viśa' Śūra, китайское имя: Ли Конгдэ, ？—977), сын Виши Самбхавы. С 966 по 977 год он был царём Хотана с девизом Тунцин. Незадолго до 970 года Ли Конгдэ со своей армией занял несколько городов в районе Шуле, столицы династии Караханидов, и одержал великую победу. Помимо женщин, детей, золота и шёлка, среди трофеев были слоны. В 971 году (на четвёртый год после того, как Тай-цзу основал династию Сун) Цзисян, национальный монах Хотана, пришёл к династии Сун с письмом от государства, в котором говорилось, что он разрушил государство Шуле и получил танцующего слона.

## Жизнеописание
Исторический роман «Принц Хотана», опубликованный тайваньским писателем Чжоу Юаньсинем в декабре 2020 года, сочетает в себе исторические факты и оригинальную литературу, рассказывая историю Виши Шуры, который в детстве учился в Дуньхуане как принц, пока не погиб в бою. Для того, чтобы создать этот роман, автор потратил семь лет на полевые исследования, чтение исторических материалов и сбор информации. Он сказал: «Обычно при чтении истории смотрят на западные регионы с точки зрения Центральных равнин и народа хань, но я хочу посмотреть на Восток с точки зрения этнических меньшинств и Хотана».
| Правитель Хотана              |                                   |                       |
| Предшественник: Виша Самбхава | Виша Шура 966—977 (правил 11 лет) | Преемник: Виша Дхарма |